# 콜 오브 듀티: 월드 앳 워
《콜 오브 듀티: 월드 앳 워》(Call of Duty : World at War)는 2008년 12월 2일에 발매된 FPS 게임이다. 전작인 콜 오브 듀티 4: 모던 워페어가 현대전을 다뤘다면 이번 시리즈는 다시 제 2차 세계 대전을 다룬다. 플레이스테이션 3판은 2008년 12월 17일에 출시되었다. 콜 오브 듀티의 5번째 시리즈라서 '콜 오브 듀티 5' 라고도 불린다. 넘버링이 붙지 않아 '콜옵5'라고 부르는 것은 잘못된 것이다. 3년째 이병인 두 병사의 이야기이다.

## 추가 기능
- 콜 오브 듀티 시리즈 중 최초로 협동 모드가 등장한다.
- 새로운 무기가 추가되었다.
- 멀티플레이에서 차량과 분대 기반 요소가 있다.
- 콜 오브 듀티 시리즈 최초로 고어 효과가 적용되었다. 화력이 높은 총이나 대전차 포로 적을 사살시 사살 부위에 따라서 신체가 절단된다. 이 효과는 콜 오브 듀티: 블랙 옵스에서도 적용된다.
- 콜 오브 듀티 시리즈 중 콜 오브 듀티: 블랙 옵스 콜 오브 듀티: 모던 워페어 3(트레이닝 룸은 스페셜옵스에서 선택이 가능)와 함께 게임 시작 시 트레이닝 미션이 없다.
- 콜 오브 듀티 시리즈 최초로 좀비모드가 추가되었다.

## 주인공
미군 진영: 밀러 이병 (미 해병대 제1사단) / 로크 상병 (블랙캣 전대 YPB-54)
러시아군 진영: 디미트리 페트렌코 이병 (러시아 제3충격군 150보병사단)

## 각 진영 캐릭터들
미국군 분대원(미 해병대, U.S.M.C - UNITED STATES MARINE CORPS)
- Pvt. Calson Miller (칼슨 밀러 이병) : 미국 스토리의 주인공. 3년째 말년(종신...) 이병이며, 특공대를 조직하여 마킨 환초(마킨산호섬)에 상륙했으나 일본군에게 포로로 잡힌다. 설리번의 부대가 와서 그를 구출해주며, 제 1 해병사단에 다시 합류한다. 그 후 팔라우 섬등을 거쳐, 갖은 고생끝에 슈리성을 점령한다.

- Sgt. Tom Sullivan (톰 설리번 중사) : 밀러 이병과 그밖의 대원들을 구출하는 1941년 '항상 충실하게' 미션에서 처음 등장하여 펠렐리우 상륙작전 '약간의 저항' 미션때까지 부대를 지원했던 인물. 상륙 후 기관총 진지에서 일본군 장교의 반자이 돌격 기습으로 사망하게 된다.

- Sgt. Chris Roebuck (크리스 로벅 하사) : 원래는 상병(cpl)이었음, 설리번 중사의 충직한 부하로 1942년 '항상 충실하게' 미션부터 출현했지만 상륙작전에서 설리번 중사가 전사하고, 그 뒤를 이어서 하사(Staff Sergeant)으로 진급하여 슈리성 공성전 때까지 분대를 이끄는 인물.

- Pvt. Diekro Polonsky (다이크로 폴론스키 이병) : 1944년 '약간의 저항' 미션부터 마지막 '슈리성 공략전'까지 등장한다. 설리번, 로벅과는 달리 말이 많고, 거친 말을 쓰는 와일드 캐릭터다. 그리고 자신의 상관인 고든 소령에게까지 욕을 거침 없이 날리는, 고집도 보유한 당돌한 이병. 모르는 사람도 있겠지만 금발의 머리를 가지고 있다.

분대원이 아닌 미국군
- Cpl. Roke(로크 상병) : 전투기를 조종하는 '블랙캣' 미션에서만 잠깐 등장하는 인물.

- Pvt. Pyle(파일 이병) : 밀러와 같이 마킨 환초(마킨산호섬)에 침투했다가, 포로로 잡힌다. 밀러가 구출되기 전에 죽게된다.

- Pvt. Ryan(라이언 이병) : 마킨 환초(마킨산호섬)에서 등장, 불타는 일본군을 플레이어가 쏘면 생존하지만, 못쏘면 죽는다. BAR 사수이다. 근데 구해줘도 수류탄 폭발로 바로 죽는다.

- Cpl. Rozano(로자노 상병) : 마킨 환초에서 등장한다. 탈출후 일본군 진지로 진격하다 보면 일본군 장교를 권총으로 사살하는 미군을 볼 수 있다. 대사가 "마음에 드나? 이 쓰레기 새끼야!" 로 많이 알려져 있다.

- Pvt. Koopman(쿱맨 이병) : 펠라리우 상륙작전에서 LVT에 탑승하는 미군으로, LVT가 암초에 걸리자 밖을 내다보다가 머리에 총을 맞고 (...) 사망한다.

- Pvt. Edward(에드워드 이병) : 중요하지는 않는 엑스트라로 가끔식 화면을 돌리다 보면 Pvt. Edward 라는 이름이 뜬다. 죽은 것 같은데도 계속 켐페인마다 등장하는 병사다. (불사신?)

- Maj. Godon (고든 소령) : 등장하지는 않는 인물로, 제 1해병사단의 사단장이나 대대장 정도로 보이는 장교이다. 펠라리우섬 상륙작전에서 설리반 중사가 전사하기 직전 폴론스키가 "휴식은 언제 취합니까?" 라고 질문했을때, 설리반이 "고든 소령님의 명령을 기다린다." 라고 언급하며, 오키나와 미션에서 등장해 슈리성을 점령하라며 유저들의 분노를 끓게 한다.

이 때, 마지막 슈리성 전투에서, 플레이어(밀러)의 선택에 따라 로벅과 폴론스키중 한명은 죽는다. 만약 둘을 동시에 살릴려고 하는 경우 3명이 같이 죽게된다. 스토리에서는 폴론스키가 생존하나, 로벅을 살릴려면, 재빨리 수류탄 자폭병등을 처치하면 로벅이 생존한다.(물론 이 경우 폴론스키는 죽는다.) 혹은 다른 곳에서 박격포탄을 들고와서 던지면 둘 다 살 수 있으나,이 경우 폴론스키가 죽는 엔딩이 된다.물론 마지막 장면에서 폴론스키는 서있으나, 로벅 하사가 아무것도 없는 땅바닥에서 인식표를 주워준다.
소련군 분대원(붉은 군대: Красная Армия - Krasnaya Armiya)
- Sgt. Victor Reznov(Виктор Резнoв)(빅토르 레즈노프 중사) : '피의 복수' 미션에서 등장해서 베를린 공략전까지 살아남는 부대 지휘관. 원래는 저격수였지만 손가락 부상을 입은 이후에는 기관단총사수로 전향한다. 조국에 대한 사랑이 매우 투철한 전형적인 군인이지만 상당히 거친 말투를 쓰며 독일군에 대한 잔인한 복수를 앞장서서 실행한다. 3년 후엔 중사로 진급하고, 백병전 무기로 '러시안 마체테'라는 대검을 쓴다. 디미트리는 매우 아끼는 반면, 체르노프에게는 체르노프의 평화주의자 특성 덕분에 모질게 대한다. 일기 때문에 라고도 하는데, 소련군 2번째 미션에서 독일군 부상병을 보고 인도적으로 둘 것을 요청했다가 레즈노프에게 혼나는 장면이 있는 것을 생각해 보면 일기 때문만은 아니다. 디미트리의 사격실력을 평가한다.

(EX. 정말 명사수로군, 디미트리! 잘 처리했다)
- Pvt. Dimitry Petrenko(Дмитрий Петренко)(디미트리 페트렌코 이병) : 러시아 스토리의 주인공. 스탈린그라드에서 레즈노프와 함께 에임젤 장군 암살에 성공한다. 레즈노프는 여러번 죽을 고비를 넘긴 디미트리를 '붉은 군대의 죽지 않는 정신'이라 부른다. 베를린에서 의사당을 점령하려는 순간 복부(또는 흉부)에 총상을 입고 소련 국기를 계양하는 것으로 임무가 끝난다. 이후 콜 오브 듀티: 블랙 옵스에도 등장한다.

하지만 실험용 독가스의 대상으로 사망한다...
- Pvt. Deea Chernov(Ди Чернов)(디아 체르노프 이병) : 전쟁을 싫어하는 평화주의자. 그 덕에 레즈노프 중사에게 미움을 다소 많이 받는 편이다. 매일매일 전투를 치를 때 전투일지를 기록하는 습관이 있다. 국회의사당 진입 후에 레즈노프가 체르노프의 일기를 읽는 내용이 있는데 축출 미션에서 지하철 진입 부분에서 항복한 독일군을 총 쏴서 죽이는지 화염병을 던져 불태워 죽이는지 아니면 죽이지 않는지에 따라서 읽는 일기 내용이 달라진다. 이후 지하철 침수 사건에서 간신히 살아남게 되지만, 국회 의사당 진입 도중 독일군 화염방사병에 의해 화상을 입는데, 이때 죽는다고 생각하지만 자세히보면 체르노프가 조금씩 움직이는 모습을 볼 수 있다.

분대원이 아닌 소련군
- Sgt. Aleksandor Daretski (알렉산더 다레트스키 병장) : '피의 복수' 챕터에서 등장하는 일명 '파파샤 부대'를 이끄는 인물, 불탄 건물에서 떨어진 레즈노프와 디미트리를 구해준다. 디미트리 와 안면이 있는듯 하지만 이후 독일군과의 총격전에 의해 사망한다. 별다른 스토리는 엮어가지 않는 엑스트라 캐릭터

- Comissar. Maximov (막시모프 정치위원) : 2번째 미션부터 등장,직접 전투에 가담하면서 독일군을 무찌르라고 선동하거나, 독일군의 사기를 저하시키는 말을 한다.

## 무기
태평양 전선
- 미국 : M1 카빈, M1 개런드(수류탄발사기 형과 스코프형, 총검 장착형이 있음), M1903 스프링필드(스코프형 있음), 톰슨 기관단총, 브라우닝 M1919 기관총(거치가능)브라우닝 자동 소총(BAR), M9A1 바주카포, M1917 윈체스터 산탄총, M2 화염방사기, M1911 콜트 357 매그넘 리볼버
- 일본 : 아리사카 소총(총검 장착형과, 스코프형이 있음), 99식 소총, 100식 기관단총, 남부 권총, 99식 경기관총
- 미군의 2번째 미션에서 이스터 에그로 광선총을 얻을 수 있다. 획득 방법은 배에서 내린 후 해변의 모래사장에서 4개의 구덩이를 오른쪽부터 각각 10초씩 있다가 다음 왼쪽 구덩이로 하나하나 옮겨가며 맨 마지막 구덩이에서 10초를 기다리면 울림과 함께 개의 형태를 한 조각이 나오는데 이때 이 조각 가까이에 가서 사용 키를 누르면 된다.

유럽 전선
- 소련 : 모신나강 소총(스코프형 있음), PPSh-41 기관단총, 절삭형 2연발 산탄총(IZH-12), SVT-40 소총, 토카레프 TT-33 권총, PTRS-41 대전차총(하지만 실제로는 총탄이 전차 장갑을 뚫지 못하므로 저격용이다.), 데그챠레프 경기관총(DP28, 멀티에서만 존재)
- 독일 : Kar98k 소총(좀비 모드에선 스코프형 있음) , MP40 기관단총, 팬저슈렉, Stg44 돌격소총, G43 반자동소총(게베어 43) , FG42 기관총, 발터 P38 권총, MG42 기관총(거치 가능), F-35 화염방사기(소련군 사용 불가)

태평양 전선 추천 무기: M1 개런드, 100식 기관단총
```
개런드는 2~3번, 100식은 난사하다 보면 거의 눕는다. 아리사카는 위력과 타격감은 좋지만, 볼트액션이라.....
```

유럽 전선 추천무기: MP40, Kar98k
```
모신나강은 노리쇠 소총이라 발암물질이고, 칼빵으로 2~3명 조진 뒤 노획해서 쓰자. 사실 모신나강도 타격감은 나쁘지 않다.
```

## 논란
- 이 작품은 제2차 세계대전 배경 게임이며 일본 병사의 과도한 잔인함과 광기(자살공격, 고문 등)를 포함하고 있어 일본에서는 발매가 되지 않았다.
- 독일어판에서는 하켄크로이츠를 십자 문양으로 교체하고 인트로에서 아돌프 히틀러가 등장한 장면과 일본군의 잔인함이 표현된 장면이 삭제되었다.

## 평가
| 평가 |                                                     |
| --- | --------------------------------------------------- |
| 통합 점수 통합사 점수 메타크리틱 (PC) 83/100 [ 1 ] (PS3) 85/100 [ 2 ] (Wii) 83/100 [ 3 ] (X360) 84/100 [ 4 ] 평론 점수 평론사 점수 게임 인포머 8.75/10 [ 5 ] 게임스팟 8.5/10 [ 6 ] 게임트레일러스 8.7/10 [ 7 ] (Wii) 8.2/10 [ 8 ] IGN 9.2/10 [ 9 ] (Wii) 8.0/10 [ 10 ] 닌텐도 파워 8.0/10 [ 11 ] ONM 92% [ 12 ] OXM (UK) 9/10 [ 13 ] OXM (US) 7.5/10 [ 14 ] PC 게이머 (UK) 77% [ 15 ] 엑스플레이 4/5 [ 16 ] |                                                     |
| 통합 점수 |                                                     |
| 통합사 | 점수                                                |
| 메타크리틱 | (PC) 83/100 (PS3) 85/100 (Wii) 83/100 (X360) 84/100 |
| 평론 점수 |                                                     |
| 평론사 | 점수                                                |
| 게임 인포머 | 8.75/10                                             |
| 게임스팟 | 8.5/10                                              |
| 게임트레일러스 | 8.7/10 (Wii) 8.2/10                                 |
| IGN | 9.2/10 (Wii) 8.0/10                                 |
| 닌텐도 파워 | 8.0/10                                              |
| ONM | 92%                                                 |
| OXM (UK) | 9/10                                                |
| OXM (US) | 7.5/10                                              |
| PC 게이머 (UK) | 77%                                                 |
| 엑스플레이 | 4/5                                                 |